# Lista de prêmios e indicações recebidos por Pushing Daisies
Aqui estão listados os prêmios e indicações recebidos por Pushing Daisies, uma série de televisão estadunidense transmitida de 2007 a 2009 pela ABC. A série criada por Bryan Fuller foi considerada um "conto de fadas forense"; o elenco regular contou com Lee Pace e Anna Friel, interpretando Ned e Chuck, respectivamente; Chi McBride como Emerson Cod; Kristin Chenoweth como Olive Snook e narração de Jim Dale.
Pushing Daisies possui um total de cinquenta e oito indicações com dezessete conquistas, entre as indicações e conquistas de maior valor estão: sete conquistas em dezessete indicações ao Emmy Awards, uma conquista em seis indicações ao Satellite Awards, e outras três indicações ao Golden Globe Awards e Saturn Awards.

## Emmy Awards
Os Emmy Awards é uma premiação focada exclusivamente a programas de televisão norte-americanos. Sendo apresentados desde 1949, são a cerimônia de entrega de prêmios mais importante para a televisão. Os Emmy Awards subdividem-se em cinco sub-cerimônias de entrega de prêmios, incluindo os Primetime Emmy Awards e os Creative Arts Emmy Awards.

### Prémios Emmy do Primetime
Os Primetime Emmy Awards são galardões atribuídos pela Academia de Artes & Ciências Televisivas em reconhecimento da excelência da programação televisiva do horário nobre nos Estados Unidos. Pushing Daisies tem duas conquistas em cinco indicações.
| Ano  | Categoria                                     | Recipiente(s)     | Indicado por: | Resultado |
| ---- | --------------------------------------------- | ----------------- | ------------- | --------- |
| 2008 | Melhor Ator numa Série de Comédia             | Lee Pace          | Ned           | Indicado  |
| 2008 | Melhor Atriz Secundária numa Série de Comédia | Kristin Chenoweth | Olive Snook   | Indicado  |
| 2008 | Melhor Direção em Série de Comédia            | Barry Sonnenfeld  | "Pie-lette"   | Venceu    |
| 2008 | Melhor Roteiro em Série de Comédia            | Bryan Fuller      | "Pie-lette"   | Indicado  |
| 2009 | Melhor Atriz Secundária numa Série de Comédia | Kristin Chenoweth | Olive Snook   | Venceu    |

### Creative Arts Emmy Awards
Os Creative Arts Emmys são uma classe de Emmy Awards que representa o reconhecimento das realizações técnicas e semelhantes da programação da televisão americana. Eles são comumente atribuído ao pessoal por trás das cenas, como produtores, decoradores, estilistas, cineastas, diretores de elenco e editores de som. Pushing Daisies possui cinco conquistas em doze indicações.
| Ano  | Categoria                                                              | Recipiente(s)                                        | Episódio                                  | Resultado |
| ---- | ---------------------------------------------------------------------- | ---------------------------------------------------- | ----------------------------------------- | --------- |
| 2008 | Melhor Direcção de Arte para uma Série (Single-Camera)                 | William Durrell Jr. Halina Siwolop Michael Wylie     | "Pie-lette"                               | Indicado  |
| 2008 | Melhor Elenco de Série de Comédia                                      | Jennifer LareMeg Lieberman Camille Patton            | Jennifer LareMeg Lieberman Camille Patton | Indicado  |
| 2008 | Melhor Vestuário para uma Série                                        | Mary Vogt Stephanie Fox-Kramer                       | "Pie-lette"                               | Indicado  |
| 2008 | Melhor Penteado para uma Série                                         | Daniel Curet Yuko Tokunaga-Koach                     | "Smell of Success"                        | Indicado  |
| 2008 | Melhor Maquiagem Não Protética para uma Série                          | Todd McIntosh David De Leon Bradley Look             | "Dummy"                                   | Indicado  |
| 2008 | Melhor Maquiagem Protética em uma Série, Minissérie, Filme ou Especial | Todd McIntosh David De Leon Sara De Pue              | "Smell of Success"                        | Indicado  |
| 2008 | Melhor Composição de Música para uma Série                             | Jim Dooley                                           | "Pigeon"                                  | Venceu    |
| 2008 | Melhor Edição de Imagem para uma Série de Comédia (Single-Camera)      | Stuart Bass                                          | "Pie-lette"                               | Venceu    |
| 2009 | Melhor Direcção de Arte para uma Série (Single-Camera)                 | William Durrell Jr. Halina Siwolop Michael Wylie     | "Dim Sum Lose Some"                       | Venceu    |
| 2009 | Melhor Vestuário para uma Série                                        | Robert Blackman Carol Kunz                           | "Bzzzzzzzzz!"                             | Venceu    |
| 2009 | Melhor Penteado para uma Série (Single-Camera)                         | Daniel Curet Yuko Koach Gloria Conrad Elizabeth Rabe | "Dim Sum Lose Some"                       | Indicado  |
| 2009 | Melhor Maquiagem Não Protética para uma Série (Single-Camera)          | Todd McIntosh David DeLeon Steven Anderson           | "Dim Sum Lose Some"                       | Venceu    |

## Golden Globe Awards
Os Prêmios Globos de Ouro (no original, Golden Globe Awards) são os prêmios entregues anualmente pela Associação de Correspondentes Estrangeiros de Hollywood aos melhores profissionais do cinema e da televisão norte-americana.
Entregues desde o ano de 1944, nos estúdios da 20th Century Fox, são reconhecidos como uma das maiores honras que alguém que trabalhe numa dessas indústrias possa receber, sendo o maior prêmio da crítica. Pushing Daisies recebeu três indicações não conquistando nenhuma vitória.
| Ano  | Categoria                                   | Recipiente(s)                      | Indicado por:                      | Resultado |
| ---- | ------------------------------------------- | ---------------------------------- | ---------------------------------- | --------- |
| 2008 | Melhor Ator em Série de Comédia ou Musical  | Lee Pace                           | Ned                                | Indicado  |
| 2008 | Melhor Atriz em Série de Comédia ou Musical | Anna Friel                         | Charlotte "Chuck" Charles          | Indicado  |
| 2008 | Melhor Série de Comédia ou Musical          | Melhor Série de Comédia ou Musical | Melhor Série de Comédia ou Musical | Indicado  |

## Satellite Awards
Os Prêmios Satellite são prêmios entregues anualmente pela International Press Academy e homenageiam a indústria cinematográfica e televisiva. Pushing Daisies recebeu seis indicações e conquistou apenas um prêmio.
| Ano  | Categoria                                                      | Recipiente(s)                      | Indicado por:                      | Resultado |
| ---- | -------------------------------------------------------------- | ---------------------------------- | ---------------------------------- | --------- |
| 2007 | Melhor Ator em Série Musical ou de Comédia                     | Lee Pace                           | Ned                                | Indicado  |
| 2007 | Melhor Atriz em Série Musical ou de Comédia                    | Anna Friel                         | Charlotte "Chuck" Charles          | Indicado  |
| 2007 | Melhor Série Musical ou de Comédia                             | Melhor Série Musical ou de Comédia | Melhor Série Musical ou de Comédia | Venceu    |
| 2008 | Melhor Ator em Série Musical ou de Comédia                     | Lee Pace                           | Ned                                | Indicado  |
| 2008 | Melhor Atriz Coadjuvante em uma Série, Minissérie ou Telefilme | Kristin Chenoweth                  | Olive Snook                        | Indicado  |
| 2008 | Melhor Série Musical ou de Comédia                             | Melhor Série Musical ou de Comédia | Melhor Série Musical ou de Comédia | Indicado  |

## Saturn Awards
Os Prêmios Saturno é uma premiação organizada pela Academia de Filmes de Ficção Científica, Fantasia e Horror dos Estados Unidos e concedida aos mais destacados filmes, produções televisivas e profissionais nos gêneros de ficção científica, horror e fantasia. Pushing Daisies recebeu três indicações, mas não conquistou nenhum prêmio.
| Ano  | Categoria                        | Recipiente(s)                    | Indicado por:                    | Resultado |
| ---- | -------------------------------- | -------------------------------- | -------------------------------- | --------- |
| 2008 | Melhor Série de Televisão Aberta | Melhor Série de Televisão Aberta | Melhor Série de Televisão Aberta | Indicado  |
| 2008 | Melhor Atriz de Televisão        | Anna Friel                       | Charlotte "Chuck" Charles        | Indicado  |
| 2008 | Melhor Ator de Televisão         | Lee Pace                         | Ned                              | Indicado  |

## Writers Guild of America Awards
Os Prêmios Writers Guild of America é uma premiação concedida anualmente a produções de cinema, televisão e rádio pela Writers Guild of America, East e Writers Guild of America, West desde 1949. recebeu duas indicações não conquistando nenhum prêmio.
| Ano  | Categoria                                 | Recipiente(s) | Indicado por: | Resultado |
| ---- | ----------------------------------------- | --- | --- | --------- |
| 2008 | Melhor Roteiro para uma Nova Série        | Chad Gomez Creasey Dara Resnik Creasey Bryan Fuller Abby Gewanter Jim Danger Gray Lisa Joy Katherine Lingenfelter Rina Mimoun Jack Monaco Scott Nimerfro Peter Ocko | Chad Gomez Creasey Dara Resnik Creasey Bryan Fuller Abby Gewanter Jim Danger Gray Lisa Joy Katherine Lingenfelter Rina Mimoun Jack Monaco Scott Nimerfro Peter Ocko | Indicado  |
| 2008 | Melhor Roteiro para um Episódo de Comédia | Bryan Fuller | "Pie-lette" | Indicado  |

## Hollywood Post Alliance Awards
Os Prêmios The Hollywood Post Alliance é uma premiação que elege os melhores trabalhos por trás das cenas em filmes, televisão e comerciais. Pushing Daisies possui duas vitórias em duas indicações.
| Ano  | Categoria                 | Recipiente(s) | Indicado por:        | Resultado |
| ---- | ------------------------- | ------------- | -------------------- | --------- |
| 2008 | Outstanding Color Grading | Joe Hathaway  | "The Fun in Funeral" | Venceu    |
| 2008 | Melhor edição             | Stuart Bass   | "Pie-lette"          | Venceu    |

## Outros prêmios
Pushing Daisies recebeu um total de 25 indicações para diversos prêmios, entre eles: Prêmios American Society of Cinematographers, Prêmios Edgar Allan Poe, Prêmios Ewwy, Prêmios Excellence in Production Design, Prêmios Gracie Allen, Prêmios People's Choice, Prêmios Scream, Young ArtistTelevision Critics Association, Prêmios Visual Effects Society e Prêmios Young Artist, obtendo duas conquistas nos Prêmios Artios, uma em duas indicações nos Prêmios Costume Designers Guild, e uma conquista em uma indicação nos Prêmios Directors Guild of America, Family Entertainment, Family Television e Hollywood Music.
| Ano  | Premiação                                    | Categoria                                                                                          | Recipiente(s)                                                                         | Resultado |
| ---- | -------------------------------------------- | -------------------------------------------------------------------------------------------------- | ------------------------------------------------------------------------------------- | --------- |
| 2008 | Prêmios American Society of Cinematographers | Melhor Cinematografia para um Filme de TV, Minissérie ou Piloto (por "Pie-lette")                  | Michael Weaver                                                                        | Indicado  |
| 2008 | Prêmios Artios                               | Outstanding Achievement in Casting for Comedy TV Pilot (por "Pie-lette")                           | Meg Liberman Cami Patton                                                              | Venceu    |
| 2008 | Prêmios Artios                               | Outstanding Achievement in Casting for Comedy TV Series                                            | Meg Liberman Cami Patton Jennifer Lare                                                | Venceu    |
| 2008 | Prêmios Costume Designers Guild              | Excellence in Costume Design for Period or Fantasy TV Series                                       | Robert Blackman                                                                       | Venceu    |
| 2009 | Prêmios Costume Designers Guild              | Excellence in Costume Design for Period or Fantasy TV Series                                       | Robert Blackman                                                                       | Indicado  |
| 2008 | Prêmios Directors Guild of America           | Outstanding Directing in TV - Comedy Series (por "Pie-lette")                                      | Barry Sonnenfeld                                                                      | Venceu    |
| 2008 | Prêmios Edgar Allan Poe                      | Melhor episódio de TV (por "Pie-lette")                                                            | Bryan Fuller                                                                          | Indicado  |
| 2008 | Prêmios Ewwy                                 | Melhor Atriz numa Série de Comédia                                                                 | Anna Friel                                                                            | Indicado  |
| 2008 | Prêmios Ewwy                                 | Melhor Ator Secundário numa Série de Comédia                                                       | Chi McBride                                                                           | Indicado  |
| 2009 | Prêmios Ewwy                                 | Melhor Série de Comedia                                                                            |                                                                                       | Indicado  |
| 2009 | Prêmios Ewwy                                 | Melhor Ator Secundário numa Série de Comédia                                                       | Chi McBride                                                                           | Indicado  |
| 2008 | Prêmios Excellence in Production Design      | Melhor Design de Produção para um episódio de uma série de TV (Single-Camera) (por "Pie-lette")    | Michael Wylie William Durrell                                                         | Indicado  |
| 2009 | Prêmios Excellence in Production Design      | Melhor Design de Produção para um episódio de uma série de TV (Single-Camera) (por "Bzzzzzzzzz!")  | Michael Wylie Kenneth J. Creber Philip Dagort Jeff Ozimek Kim Papazian Halina Siwolop | Indicado  |
| 2008 | Prêmios Family Entertainment                 | Melhor Comédia                                                                                     |                                                                                       | Venceu    |
| 2007 | Prêmios Family Television                    | Melhor Nova Série                                                                                  |                                                                                       | Venceu    |
| 2008 | Prêmios Gracie Allen                         | Melhor comédia                                                                                     |                                                                                       | Indicado  |
| 2008 | Prêmios Hollywood Music                      | Best Original Score - TV                                                                           | Jim Dooley                                                                            | Venceu    |
| 2008 | Prêmios People's Choice                      | Nova Série Cômica                                                                                  |                                                                                       | Indicado  |
| 2008 | Prêmios Scream                               | Breakout Performance                                                                               | Anna Friel                                                                            | Indicado  |
| 2009 | Prêmios Scream                               | Melhor Atriz em Série de Fantasia                                                                  | Anna Friel                                                                            | Indicado  |
| 2008 | Prêmios Television Critics Association       | Melhor Novo Programa                                                                               |                                                                                       | Indicado  |
| 2008 | Prêmios Visual Effects Society               | Melhor Efeitos Visuais Coadjuvante em um Programa Transmitido (por "Pie-lette")                    | Craig Weiss Toni Pace Carstensen Brian Vogt Jimmy Berndt                              | Indicado  |
| 2009 | Prêmios Visual Effects Society               | Melhor Efeitos Visuais Coadjuvante em um Programa Transmitido (por "The Legend of Merle McQuoddy") | William Powloski Elizabeth Castro Melanie Tucker Eric Chauvin                         | Indicado  |
| 2008 | Prêmios Young Artist                         | Melhor Ator até Dez Anos em uma Série                                                              | Field Cate                                                                            | Indicado  |
| 2008 | Prêmios Young Artist                         | Melhor Ator Jovem Convidado em uma Série                                                           | Colby Paul                                                                            | Indicado  |